# Alejandro Colina
Alejandro Colina (Caracas, Venezuela, 8 de febrero de 1901 - Caracas, 23 de octubre de 1976) fue un escultor venezolano. Colina es uno de los máximos exponentes de la escultura monumental venezolana, y enmarcará gran parte de su obra dentro del bagaje cultural de las comunidades indígenas autóctonas, celebrando con sus esculturas los mitos, leyendas, diosas y caciques de las etnias venezolanas. Fallece en 1976, a la edad de 75 años. Su obra más conocida es la María Lionza (estatua), parte del conjunto de la Ciudad Universitaria de Caracas.

## Biografía
Alejandro Colina tuvo como padres a Alejandro Torcuato Colina, nacido en Estado Falcón, y de madre  Viera, dama española originaria de Santa Cruz de Tenerife. Comenzó su preparación artística en la Academia de Bellas Artes de Caracas a la edad de 13 años, siendo sus maestros Antonio Herrera Toro y Cruz Álvarez García. A los 17 años se desempeñaba como mecánico de buques mercantes, y como tal, viajó durante más de una década. En 1919, ya de vuelta en Caracas, comienza a estudiar en la Escuela de Artes y Oficios de Caracas, donde serán expuestas sus obras y ascenderá hasta el cargo de subdirector del instituto.
En 1920 decide apartarse de la sociedad caraqueña, trasladándose a La Guajira, en el Estado Zulia, donde convive con las etnias indígenas del occidente del país durante 8 años. Entretanto, se dedicará a tomar numerosos apuntes y estudiar las formas, costumbres y leyendas de las comunidades con las que comparte. Regresa a Caracas poderosamente influido por esta larga convivencia, de la cual extraerá las temáticas para sus principales obras. Una vez de vuelta en la capital, contrae matrimonio con Alejandrina Issa, de la que tendrá dos hijos, Alejandro Colina y Roraima Colina.
A finales de la década de los 20, Colina comienza a desarrollar el Monumento al Libertador, grupo escultórico al que dedicará gran parte de su vida y que nunca verá llevarse a la realidad. Poco después, en 1931, trabaja con el arquitecto venezolano Alejandro Chataing, como asistente decorador. En 1933, es inaugurado el Conjunto Escultórico Plaza Tacarigua, ubicado en la Base Aérea Mariscal Sucre en la ciudad de Maracay. Entre 1934 y 1935 supervisa la construcción del Monumento a San Juan Bautista  una colosal escultura conmemorativa de Juan el Bautista, realizada completamente en concreto, levantada sobre el cerro El Calvario, a un costado de la plaza Bolívar de San Juan de los Morros. Comúnmente llamado "Sanjuanote", cuenta con 19,8 metros de altura, es una de las estatuas más altas de Venezuela. Fue construida por el mandato del entonces General Juan Vicente Gómez en 1933 como un presente para la ciudad cuando se la decretó como Capital del Estado Guárico.
Colina será objeto entonces de rumores e intrigas, en las que se le acusa de comunista. El presidente  Gómez decide recluirle en el Castillo Libertador de Puerto Cabello, donde compartirá la celda con el poeta Andrés Eloy Blanco.
Una vez liberado, los traumas de los tres años de reclusión obligan a Colina a ser internado en el Hospital Psiquiátrico de Caracas. De esta estadía se inspirará para el mural "La Ciencia y la Psiquiatría" y para una serie de bustos en los que retrata a sus pacientes vecinos, cada uno de ellos representando una patología particular.
En 1936 contrae segundas nupcias con Emilia Heredia, quien le dará tres hijos, Aura Colina, León Colina y Luzmaya Colina. Seguirán obras como la Estatua del Cacique Guacamaya, el Monumento Observación, Vigilancia e Inteligencia ubicado en la Escuela Militar de Caracas, y la presentación de la maqueta del Monumento al Libertador, en la que ha trabajado más de 25 años y que se ubicaría en lo alto del Cerro Ávila, montaña que domina todo el valle de la ciudad de Caracas.

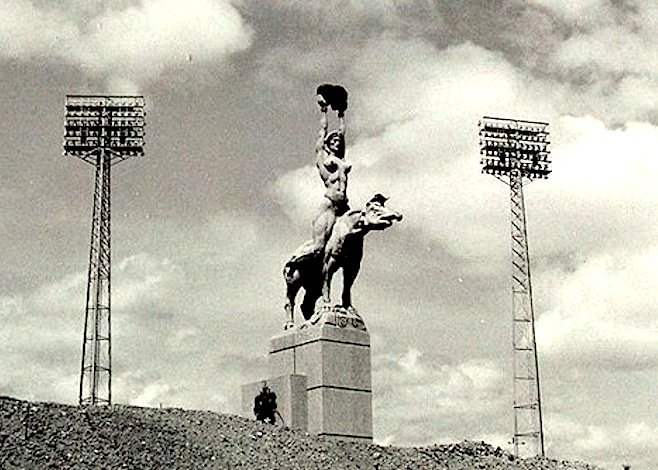
La escultura María Lionza en el Estadio Olímpico de la Universidad Central, su ubicación original

En 1951 lleva a cabo la escultura María Lionza, mito propio de los indígenas del estado Yaracuy y que se transvasó al culto santero venezolano de María Lionza, una hermosa mujer cabalgando sobre una danta. Colina la representaría desnuda y voluptuosa, con anchas caderas y marcada musculatura, sentada sobre la danta; esta última pisa una serpiente. María Lionza sostiene, con los brazos extendidos hacia el cielo, una pelvis femenina, como ofrenda última a la fecundidad, tema que la obra entera celebra.
También realiza en esta época el Busto de la Negra Matea y las estatuas de los Caciques Tiuna, Manaure y Yaracuy.
En 1964 concluye "El Leandro", en San Juan de los Morros; en 1966 la estatua del Negro Primero, y en 1967 la conocida estatua del cacique Caricuao, que marca la entrada a la populosa zona residencial del mismo nombre, al oeste de la ciudad de Caracas.
En 1975, poco antes de morir, dejará inconcluso el torso del Cacique Chacao, destinado a la "Plaza del Indio" en el Municipio Chacao, también en Caracas.

## Trabajo
Su trabajo se resume en tres características que son necesarias considerar para una comprensión de la obra de Alejandro Colina: la temática indigenista, el carácter monumental y el ritmo tenso y robusto.
- Temática ”Indigenista”

Este aspecto expresa la búsqueda de las raíces culturales de América, de los valores de la identidad o especificidad latinoamericana. Valores que, en la obra de Colina, están encarnados en personajes de la mitología y la historia prehispánica, cuyas figuras parecen dotadas de poderes sobrehumanos.
- Monumentalidad

El carácter monumental de la obra de Colina está determinado por la necesidad de integrarse a los espacios urbanos, en el marco de la modernización de las ciudades venezolanas, como, por ejemplo, es el caso de la transformación de Caracas en una metrópoli. Este proceso de transformación, iniciado a finales del siglo XIX, se consolida entre de los años 30 a 60 del siglo XX, por lo cual constituye el marco histórico, sociocultural y plásticovisual, en el cual se desarrolla la obra de Colina, artista que demostró una cabal comprensión del espacio urbano moderno y de la correspondiente escala.
- Ritmo, tensión y robustez de la forma

Colina logró una extraordinaria expresividad en el manejo de los volúmenes escultóricos. Sus conjuntos exhiben un dinamismo contenido y tenso, en el cual, figuras de anatomía sobrehumana parecen dotadas de una fuerza a punto de desencadenarse en una lucha cósmica. Sin embargo, no debe ser pasada por alto la presencia de una combinación ecléctica de elementos de estilo provenientes de la escultura “académica”, con la recomposición de motivos prehispánicos. Quizá esta dualidad, manejada deliberadamente por Colina, no ha sido justamente comprendida.